# Edelfried Seibold
Edelfried Seibold OSB (* 8. Mai 1908 in Neu-Ulm; † 8. Mai 1944 bei Pustoschka) war ein deutscher römisch-katholischer Geistlicher, Benediktiner und Märtyrer.

## Leben
Alfred Seibold wuchs als Sohn eines Eisendrehers im bayerischen Schwaben auf. Nach der Volksschule erlernte er ein Handwerk. 1932 ging er in das Missionsseminar der Abtei Schweiklberg, machte 1935 Abitur am Humanistischen Gymnasium Passau und trat in das Noviziat der Abtei Schweiklberg ein. Er erhielt den Ordensnamen Edelfried. Am 23. April 1939 legte er die feierliche Profess ab und wurde am 10. März 1940 zum Priester geweiht.
Unmittelbar darauf wurde er zum Kriegsdienst eingezogen und kämpfte in Frankreich, Jugoslawien und Griechenland, zuletzt als Unteroffizier. Als sein Heimatkloster am 2. April 1941 von der Gestapo aufgehoben wurde, äußerte er sich kritisch, wurde denunziert und am 31. Mai 1942 zu einem Jahr Gefängnis (mit Degradierung) verurteilt. Nach sechs Wochen Haft wurde er an die Ostfront abgestellt. Dort wurde er Mitte 1943 wegen Wehrkraftzersetzung und „unerlaubter Vornahme religiöser Handlungen“ von einem Militärgericht zu drei Jahren (später revidiert zu zwei Jahren) Zuchthaus und Aberkennung der Wehrwürdigkeit verurteilt. Ende April 1944 wurde er aus dem Gefängnis entlassen und einer Bewährungskompanie zugeteilt. Als Krankenträger wurde er am 8. Mai 1944 bei Pustoschka (westlich Welikije Luki) von einem russischen Stoßtrupp erschossen. Die Leiche konnte geborgen werden und wurde am 10. Mai auf einem Soldatenfriedhof beerdigt.

## Gedenken
Die deutsche Römisch-katholische Kirche hat Edelfried Seibold als Märtyrer aus der Zeit des Nationalsozialismus in das deutsche Martyrologium des 20. Jahrhunderts aufgenommen.